# Frédéric Recrosio
Frédéric Recrosio, né le 8 septembre 1975 à Sion, est un humoriste, comédien, chanteur et écrivain italo-suisse.

## Biographie

### Origines, famille et études
Frédéric Recrosio naît le 8 septembre 1975 à Sion. Son père, Italien du Piémont de la seconde génération, est directeur d'un magasin de confection pour hommes à Sion. Sa mère, d'origine haut-valaisanne, est maîtresse de bricolage. Il a un frère aîné.
Il fait des études de sociologie à l'Université de Lausanne, où il obtient sa licence en 2003. 
Il est père de trois enfants.

### Parcours professionnel et artistique
En octobre 1997, il fonde Los Dos, un duo comique avec Frédéric Mudry, un ami d'enfance.
Le 14 octobre 2003, il crée son premier spectacle rêver / grandir / et coincer des malheureuses. Biographie sexuelle d'un garçon, pas mieux, dont il donne plus de 400 représentations, en Suisse mais aussi en France en Belgique et à Monaco. Ce spectacle est paru en livre le 10 janvier 2008 puis est sorti en DVD le 8 juin 2009. Le 17 janvier 2008, il donne à Sion la première représentation de son deuxième spectacle aimer, mûrir et trahir avec la coiffeuse. Itinéraire de l'amour normal. En 2011, avec son spectacle Ça n’arrive qu’aux vivants, il se révèle en tant que chanteur et part en tournée en Suisse et à Paris[réf. souhaitée] pour interpréter en concert son album on bouge encore, publié sous forme de livre. 2014 marque son retour à l'humour avec un nouveau seul-en-scène intitulé Je suis vieux (pas beaucoup mais déjà).
Il a coécrit le spectacle Karim Slama cherche un peu d’attention et participé à l'écriture du spectacle Patinage satirique de Yann Lambiel en 2006[réf. souhaitée]. Il a joué et écrit pour plusieurs éditions de la Revue de Cuche et Barbezat, joué en 2010 dans Le béret de la tortue et participé à de nombreux galas et festivals dans toute la Francophonie[réf. souhaitée].
Depuis 2012, il joue dans la série thriller L'Heure du secret réalisée par Elena Hazanov et a fait des apparitions dans plusieurs longs métrages[réf. souhaitée]. 
Chroniqueur et protagoniste régulier d'émissions radio et TV, notamment à la Radio télévision suisse, il a également réalisé une rubrique dans L'Édition spéciale sur Canal+ et écrit des chroniques pour plusieurs journaux[réf. souhaitée]. De 2007 à 2011, Il a officié comme chroniqueur sur les ondes de France Inter (Le fou du roi de Stéphane Bern)[réf. souhaitée].
Il est codirecteur du théâtre Boulimie à Lausanne depuis le 1er juillet 2020.

## Spectacles
- 1997 : En cas de malaise... (avec Los Dos)
- 1999 : Un peu de poésie, merde... (avec Los Dos)
- 2001 : Gentleman agreement (avec Los Dos)
- 2003 : Rêver, grandir et coincer des malheureuses. Biographie sexuelle d'un garçon normal, pas mieux
- 2008 : Aimer, mûrir et trahir avec la coiffeuse. Itinéraire de l'amour normal
- 2011 : Ça n’arrive qu’aux vivants
- 2014 : Je suis vieux (pas beaucoup mais déjà)
- 2015 : Rater, mollir et narguer la faucheuse. Inventaire folichon des perspectives révolues
- 2023 : Durer, choisir et chanter des berceuses[9]

## Filmographie
- 2012-2014 : L'Heure du secret (série télévisée, 2 saisons) – Vincent Girod
- 2013 : Win Win de Claudio Tonetti – Vincent Genoud
- 2022 : La Vie devant (série télévisée, 6 épisodes) – scénariste[10],[11]